# Macellicephaloidinae
Los macelicefaloidineos (Macellicephaloidinae) son una de las subfamilias de anélidos poliquetos perteneciente a la familia Polynoidae. Comprende un solo género Macellicephaloides Uschakov, 1955  que tiene las siguientes especies:

## Especies
- Macellicephaloides alvini	Pettibone 1989
- Macellicephaloides berkeleyi	Levenstein 1971
- Macellicephaloides grandicirra	Uschakov 1955
- Macellicephaloides improvisa	Levenshtein 1982
- Macellicephaloides uschakovi	Levenstein 1971